# War Child (album)
War Child je osmým albem od britské skupiny Jethro Tull, vydaným v říjnu 1974.
Původně bylo album zamýšleno jako doprovod k filmovému projektu (album bylo plánováno jako double-album), ale bylo přepracováno jako album o deseti písničkách, kde každá skladba měla singlovou délku, poté co ztroskotaly všechny pokusy najít větší filmové studio, které by financovalo tento film. ()
Album „War Child“ bylo napsáno jako metafyzická černá komedie o posmrtném životě teenagerky, která potkává postavy Boha, svatého Petra a Lucifera vylíčené jako by to byli mazaní obchodníci.
Některé skladby určené původně pro doprovod filmu, jako "Quartet", "Warchild Waltz" a "Sealion II", byly realizovány až na 20 Years of Jethro Tull: Highlights box setu z roku 1988, dále v několika kompilacích a konečně na znovu vydaném albu ve formě CD v roce 2002.
Tři písničky, "Only Solitaire", "Bungle In the Jungle" a "Skating Away On The Thin Ice Of A New Day", zůstaly z materiálů z let 1972-1973 kdy vyšlo album Thick as a Brick. "Two Fingers" je rearanží skladby "Lick Your Fingers Clean", která byla původně nahrána pro album Aqualung ale v původním vydání nebyla použita.
Zadní strana obalu alba obsahuje obrázky lidí, včetně pěti členů kapely, jejich přátel, manželek, přítelkyň, zaměstnanců Chrysalis Records a manažera Terry Ellise, mající vztah k názvům jednotlivých skladeb. Andersonova osobní asistentka (a budoucí manželka) Shona Learoyd se zde zjevuje v roli ringové rozhodčí, zatímco Terry Ellis se zjevuje jako agresivní obchodník, oděný v leopardí kůži.

## Seznam skladeb
(Všechny skladby napsal Ian Anderson).
1. War Child – 4:35
2. Queen And Country – 3:00
3. Ladies – 3:17
4. Back-Door Angels – 5:30
5. Sealion – 3:37
6. Skating Away On The Thin Ice Of A New Day – 4:09
7. Bungle In The Jungle – 3:35
8. Only Solitare – 1:28
9. The Third Hoorah – 4:49
10. Two Fingers – 5:11

Remasterované CD z roku 2002 obsahuje navíc:
1. Warchild Waltz – 4:21 (bonus)
2. Quartet – 2:44 (bonus)
3. Paradise Steakhouse – 4:03 (bonus)
4. Sealion 2 – 3:20 (bonus)
5. Rainbow Blues – 3:40 (bonus)
6. Glory Row – 3:35 (bonus)
7. Saturation – 4:21 (bonus)

## Obsazení
- Ian Anderson - flétna, akustická kytara, saxofony, zpěv
- Barriemore Barlow - bicí,
- Martin Barre - elektrická kytara
- John Evan - klavír, varhany, syntetizery
- Jeffrey Hammond - baskytara

## Žebříčky
- album dosáhlo 2. místa v žebříčku časopisu Billboard, kategorie pop